# Српска милиција (1718—1739)
Српска народна милиција је била војна формација Хабзбуршке монархије на просторима Краљевине Србије. Постојала је у периоду од 1718. године до пораза Аустрије у рату са Турцима (1737—1739). 

## Историја
Након склапања мира у Пожаревцу, Аустрија је достигла врхунац свог утицаја у Источном питању. Новоосвојене територије требало је учврстити оснивање Војне крајине која је представљала одбрамбену установу, а не посебну територију. У Краљевини Србији је постојала редовна војска и Српска народна милиција. Српска народна милиција помагала је Аустријанцима у одбрани пограничних крајева истовремено спречавајући будуће савезе Турака и побуњених Угара. Запис Спиридона Вујановића, игумана манастира Хопова у Фрушкој гори, везује настанак Народне милиције за Еугена Савојског који је поставио први командни кадар Српске народне милиције по Крајини. Он се састојао од двојице оборкапетана, десет капетана, двојице поручника и једног мајора. Оборкапетани су били Вук Исаковић и Станиша Марковић-Млатишума. Гувернер Карло Александар Виртембершки наредио је свом капетану Декрегу да уреди Српску народну милицију. Он ју је разделио на 19 капетаната, војних команди за одбрану пограничног појаса од Турака. Вук Исаковић имао је седиште у Црној Бари, а Млатишума у Крагујевцу. На просторе Краљевине су у периоду након завршетка рата довођени досељеници. Највећи број њих били су ускоци. До преуређења Српске народне милиције дошло је 1728. године. Један капетанат је укинут. На челу осамнаест капетаната налазио се надкапетан (оборкапетан) Вук Исаковић. Сви капетанати подељени су у четири групе на челу са тројицом оборкапетана. Крајем двадесетих година 18. века долази до првих сужавања привилегија српског становништва у Хабзбуршкој монархији. Привилегије је Србима гарантовао цар Леополд још током прве Велике сеобе Срба. Прва деклараторија Леополдовог наследника Карла којом се смањују привилегије Срба у корист државне власти и римокатоличке цркве донета је 1727. године. Права Срба поново су сужавана 1729. и 1732. године.
Након заузећа Београда (1. септембар 1739. године), српске избеглице, међу којима је био и велики број бораца Српске милиције, бежи преко Саве и Дунава. Са избеглицама прелази и командни кадар Српске народне милиције из Шапца. Тиме је престала њена даља активност у Србији. Бројно стање Српске народне милиције 1740. године износило је 687 пешака (хајдука) и коњаника (хусара). 
Српска милиција у другој половини 1741. године креће у борбу против Бавараца, Пруса и Француза, чији су владари оспоравали Прагматичну санкцију, односно право нове царице Марије Терезије на престо (Рат за аустријско наслеђе). Пошто је 1746. године почело образовање тзв. угарских регименти, дотадашња „национална“ милиција по градовима у Угарској постала је непотребна, па се приступило њеном распуштању. 